# Поджо Бустоне
По̀джо Бусто̀не (на италиански: Poggio Bustone, на местен диалект lu Póju, лу Пою) е село и община в Централна Италия, провинция Риети, регион Лацио. Разположено е на 756 m надморска височина. Населението на общината е 2163 души (към 2010 г.).